# A Elbereth Gilthoniel

L'hymne rédigé en tengwar.

A Elbereth Gilthoniel est un poème du Seigneur des anneaux de J. R. R. Tolkien. C'est un hymne en sindarin, la langue des Elfes Gris, adressé à Varda, la Valië qui a allumé les étoiles.

## Texte
L'hymne est répété trois fois dans Le Seigneur des anneaux, sous des formes légèrement différentes. Il est chanté la première fois par les Elfes de Fondcombe, la deuxième fois par Sam Gamegie à Cirith Ungol, et la troisième fois par les Elfes en route vers les Havres Gris.
| Version des Elfes de Fondcombe : A Elbereth Gilthoniel silivren penna míriel o menel aglar elenath! Na-chaered palan-díriel o galadhremmin ennorath, Fanuilos, le linnathon nef aear, sí nef aearon!— Le Seigneur des anneaux, p. 264 | Version de Sam Gamegie : A Elbereth Gilthoniel o menel palan-díriel, le nallon sí di'-nguruthos! A tíro nin, Fanuilos!— Le Seigneur des anneaux, p. 782 | Version des Elfes aux Havres Gris : A! Elbereth Gilthoniel! silivren penna míriel o menel aglar elenath, Gilthoniel, A! Elbereth! Nous nous rappelons encore, nous qui vivons en cette terre lointaine sous les arbres, la lumière des étoiles sur les mers occidentales.— Le Seigneur des anneaux, p. 1095 |

## Adaptations et héritages
A Elbereth Gilthoniel a été plusieurs fois mis en musique. Dès 1967 Donald Swann en fit une version dans son cycle musical The Road Goes Ever On, avec Donald Elvin au chant. Une enregistrement de Tolkien lisant cette prière a parfois été inclus avec le cycle musical.
L'adaptation radiophonique du Seigneur des anneaux de 1981 par la BBC comprend une version de A Elbereth Gilthoniel composée par Stephen Oliver.
Dans la version longue du film réalisé par Peter Jackson Le Seigneur des anneaux : La Communauté de l'anneau un extrait de A Elbereth Gilthoniel peut être entendu lorsque Frodon et Sam croisent des Elfes qui quittent la Terre du Milieu. Il a été composé par David Long et le groupe néo-zélandais Plan 9 (David Donaldson, Steve Roche, Janet Roddick),. Dans Le Seigneur des Anneaux : Le Retour du Roi, l'hymne est chanté moqueusement par Sauron quand Aragorn le confronte avec le palantír.
Caspar Reiff, du groupe danois Tolkien Ensemble a composé une version de A Elbereth Gilthoniel sortie sur l'album A Night in Rivendell.